# メグミヒリュウ
メグミヒリュウ（欧字名:Megumi Hiryu、2000年4月2日 - 不明）は、日本の競走馬。2003年の門松賞の勝ち馬である。
馬名の由来は冠名＋母名の一部。

## 戦績

### デビュー前
2000年4月2日に北海道の門別町で誕生。生産者の名義は庫富ファームである。
父・ニホンカイユーノスは現役時代益田競馬場と園田競馬場で40戦30勝、内重賞8勝を挙げた。またNARグランプリアラブ系4歳最優秀馬（1997年）及びNARグランプリアラブ系5歳以上最優秀馬（1998年）に選出されている。
母・ユーホーヒリュウは現役時代、荒尾競馬場に所属し連対率100%となる7戦6勝2着1回を記録。4歳（現3歳）時に出走した門松賞アラブ4歳王冠（後の門松賞）でタツフウジンをかわせず2着に敗れたものの、その差は1馬身であった。
2001年の北海道9月市場アングロアラブ1歳に上場され、315万円で落札して購入された。

## 競走成績
- 2002年（8戦3勝）
- 2003年（6戦1勝）
- 2004年（22戦1勝）
- 2005年（14戦2勝）

## 血統表
| メグミヒリュウの血統                           | メグミヒリュウの血統               | メグミヒリュウの血統 | （血統表の出典） | （血統表の出典） |
| 父 ニホンカイユーノス Nihonkai Eunos 1994 芦毛 | 父の父ビソウエルシド 1985 黒鹿毛   | エルシド             | Nithard          | Nithard          |
| 父 ニホンカイユーノス Nihonkai Eunos 1994 芦毛 | 父の父ビソウエルシド 1985 黒鹿毛   | エルシド             | Farida IV        |                  |
| 父 ニホンカイユーノス Nihonkai Eunos 1994 芦毛 | 父の父ビソウエルシド 1985 黒鹿毛   | ミスシノブ           | マスホマレ       | マスホマレ       |
| 父 ニホンカイユーノス Nihonkai Eunos 1994 芦毛 | 父の父ビソウエルシド 1985 黒鹿毛   | ミスシノブ           | カツスル         |                  |
| 父 ニホンカイユーノス Nihonkai Eunos 1994 芦毛 | 父の母ニホンカイローレル 1986 芦毛 | イムラツド           | Fayriland II     | Fayriland II     |
| 父 ニホンカイユーノス Nihonkai Eunos 1994 芦毛 | 父の母ニホンカイローレル 1986 芦毛 | イムラツド           | Orsola           |                  |
| 父 ニホンカイユーノス Nihonkai Eunos 1994 芦毛 | 父の母ニホンカイローレル 1986 芦毛 | サーテインラツク     | カステイラツク   | カステイラツク   |
| 父 ニホンカイユーノス Nihonkai Eunos 1994 芦毛 | 父の母ニホンカイローレル 1986 芦毛 | サーテインラツク     | サーテインアサヒ |                  |
| 母 ユーホーヒリュウ 1995 栗毛                  | 母の父シナノリンボー 1975 栗毛     | タガミホマレ         | ミネフジ         | ミネフジ         |
| 母 ユーホーヒリュウ 1995 栗毛                  | 母の父シナノリンボー 1975 栗毛     | タガミホマレ         | バイオレツト     |                  |
| 母 ユーホーヒリュウ 1995 栗毛                  | 母の父シナノリンボー 1975 栗毛     | グレナヴアカ         | リンボー         | リンボー         |
| 母 ユーホーヒリュウ 1995 栗毛                  | 母の父シナノリンボー 1975 栗毛     | グレナヴアカ         | ミスタカクラ     |                  |
| 母 ユーホーヒリュウ 1995 栗毛                  | 母の母ニジノカケハシ 1987 栗毛     | サチエノヒリユウ     | スマノダイドウ   | スマノダイドウ   |
| 母 ユーホーヒリュウ 1995 栗毛                  | 母の母ニジノカケハシ 1987 栗毛     | サチエノヒリユウ     | バビシユーホー   |                  |
| 母 ユーホーヒリュウ 1995 栗毛                  | 母の母ニジノカケハシ 1987 栗毛     | ソクレンヒメ         | ソヴリングリーム | ソヴリングリーム |
| 母 ユーホーヒリュウ 1995 栗毛                  | 母の母ニジノカケハシ 1987 栗毛     | ソクレンヒメ         | クロエ           |                  |
| 出典                                           | 1.                                 | 1.                   | 1.               | 1.               |